# Concordia di Wittenberg
La Concordia di Wittenberg fu un concordato religioso firmato fra teologi Riformati e Luterani il 29 maggio 1536 come tentativo di risoluzione delle loro differenze rispetto alla presenza reale del corpo e del sangue di Gesù Cristo nell'Eucaristia. Esso era considerato un documento fondamentale del luteranesimo ma venne successivamente respinto dai riformati.
Fra i firmatari dei riformati vi era Martin Bucer, Wolfgang Fabricius Capito, Matthäus Alber, Martin Frecht, Jakob Otter e Wolfgang Musculus. Fra i luterani firmarono Martin Lutero, Filippo Melantone, Johannes Bugenhagen, Justus Jonas, Gaspare Crucigero, Justus Menius, Friedrich Myconius, Urbanus Rhegius, Georg Burkhardt. Questo documento definì la dottrina della presenza reale del corpo e sangue di Cristo nell'Eucaristia come unione sacramentale (in latino: unio sacramentalis; nell'espressione tedesca utilizzata da Lutero: Sacramentliche Einigkeit) e definì "comunicandi indegni" (manducatio indignorum) i consumatori del corpo e del sangue di Cristo.